# 말리의 경제
말리의 경제는 대부분 농촌 인구가 농업에 종사하는 등 농업에 크게 기반을 두고 있다.
말리는 세계 10대 빈곤국 중 하나로 다자간 기구와 유럽 연합, 프랑스, 미국, 캐나다, 네덜란드, 독일이 후원하는 양자 프로그램을 포함한 많은 출처로부터 해외 원조를 받는 주요 국가이다(세계은행, 아프리카 개발 은행 및 아랍 기금). 1991년 이전까지 소련, 중국, 바르샤바 조약 회원국들은 경제와 군사 원조의 주요 원천이었다
1999년 말리의 1인당 국내총생산(GDP)은 820달러였다. 말리의 잠재적인 부는 광산과 농산물, 가축, 어류의 생산에 있다. 가장 생산성이 높은 농업 지역은 나이저강, 이너나이저 삼각주, 시카소 주변의 남서부 지역에 있다.

## 농업
농업 활동은 말리 노동력의 70%를 차지하고 GDP의 42%를 차지한다. 목화와 가축은 말리 연간 수출의 75~80%를 차지한다. 소규모 전통 농업이 농업 분야를 지배하고 있으며, 경작 중인 14,000평방 킬로미터(1,400,000ha; 3,500,000에이커)의 약 90%에서 자급자족 농업(곡식, 주로 수수, 밀, 옥수수)이 재배되고 있다.
농업 생산량이 가장 많은 지역은 바마코와 몹티 사이의 나이저강 기슭을 따라 있고 남쪽으로 기니, 코트디부아르, 부르키나파소 국경까지 뻗어 있다. 이 지역의 평균 강수량은 모프티 주변 연간 500mm(20인치)에서 시카소 인근 남부 1,400mm(55인치)까지 다양하다. 이 지역은 면화, 쌀, 진주밀레, 옥수수, 채소, 담배, 나무 작물의 생산에 가장 중요하다.
말리 농업에 중요한 연간 강수량은 1993년 이후 평균 이상이다. 쌀을 포함한 곡물 생산량은 매년 증가해 왔으며 1997년~1998년 면화 수확량은 기록적인 500,000톤에 달했다.
1960년대 중반까지 말리는 진주 밀레, 수수, 쌀, 옥수수와 같은 곡물을 자급자족했다. 흉년에 수확량이 줄고, 인구가 증가하고, 식습관이 변화하며, 가장 중요한 것은 1965년부터 1986년까지 거의 매년 곡물 적자가 발생했다는 것이다.
생산량은 1987년 이후 정부가 실시하고 서방 공여국들의 지원을 받아 반등했다. 생산자 가격의 자유화와 개방된 곡물 시장은 생산 장려책을 만들어냈다. 이러한 개혁은 적절한 강우량, 남부의 성공적인 농촌 농업 프로그램, 그리고 니제르 사무국의 개선된 관리와 결합되어 지난 5년간 과잉 곡물 생산으로 이어졌다.

### 쌀

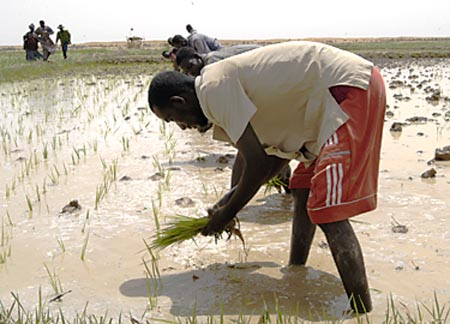
말리의 모내기

쌀은 세구와 몹티 사이의 니제르 둑을 따라 광범위하게 재배되며, 세구 북쪽의 모리타니 국경 쪽으로 위치한 니제르 사무국에서 가장 중요한 쌀 생산지역이다. 니제르에서 물을 빼돌려, 니제르 사무국은 쌀과 사탕수수 생산을 위해 약 600km2의 땅을 관개한다. 말리 논의 약 3분의 1이 니제르 사무국에서 생산된다.

### 수수
수수는 말리 지역과 말리 동부의 니제르 강둑을 따라 광범위하게 심어져 있으며 나이저강 삼각주 지역의 호수 바닥에도 심어져 있다. 우기 동안, 다이어 마을 근처의 농부들은 수백 년 동안 관개된 밭에서 밀을 재배해왔다. 땅콩은 전국적으로 재배되지만, 바마코 서쪽의 기타 주변 지역에 집중되어 있다.

### 가축
말리는 2019년 소젖 2억7600만L, 낙타젖 2억4300만L, 양젖 1억7600만L, 쇠고기 18만7000톤, 양고기 6만4000톤, 닭고기 5만4000톤 등을 생산했다.
말리의 가축 자원은 수백만 마리의 소, 양, 염소로 이루어져 있다. 1972년~1974년의 큰 가뭄 동안 말리 소의 약 40%가 사라졌다. 수위는 점차 회복되었으나 1983년~1985년 가뭄으로 다시 소실되었다. 말리의 전체 가축 규모는 사막의 침범으로 많은 유목 목축업자들이 목회 활동을 포기하고 농업으로 눈을 돌릴 수밖에 없는 북부 지역에서 가뭄 이전 수준에는 미치지 못할 것으로 예상된다.
바마코 북쪽 지역과 나이저강 삼각주까지 이어지는 세구 지역에 소가 가장 많이 몰리지만 이전 가뭄의 영향으로 목축 활동이 점차 남쪽으로 이동하고 있다. 팀북투 북쪽과 동쪽의 건조한 지역에서 양, 염소, 낙타는 소를 제외하고 사육된다.

## 어업

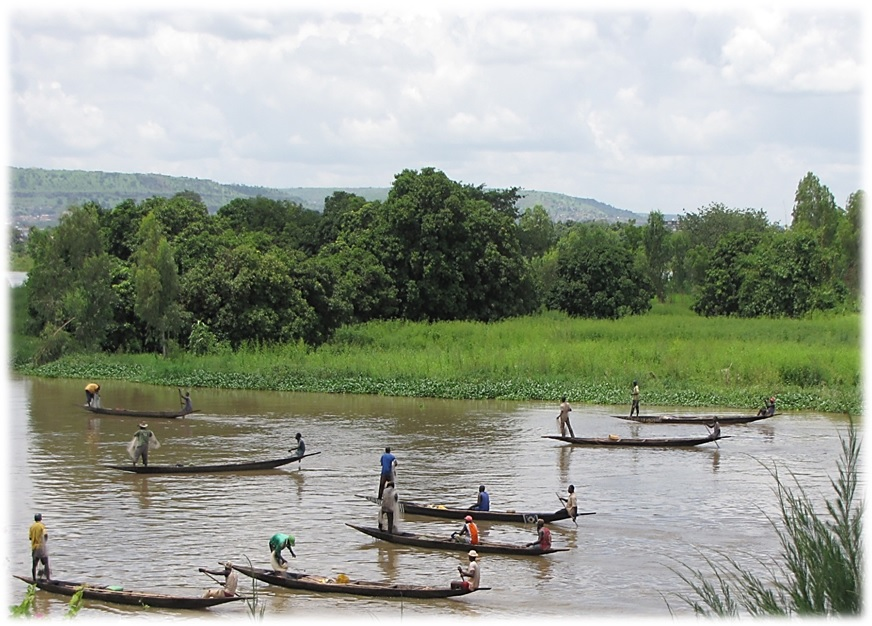
말리의 강에 사는 어부들

나이저강은 또한 강변 지역사회에 식량을 제공하는 중요한 어류 공급원이기도 하다. 훈제, 소금, 건조된 잉여물이 수출되었다. 가뭄과 농업용 하천수의 교란으로 인해 1980년대 초부터 어류 생산량이 꾸준히 감소해왔다.

## 광산 및 자원

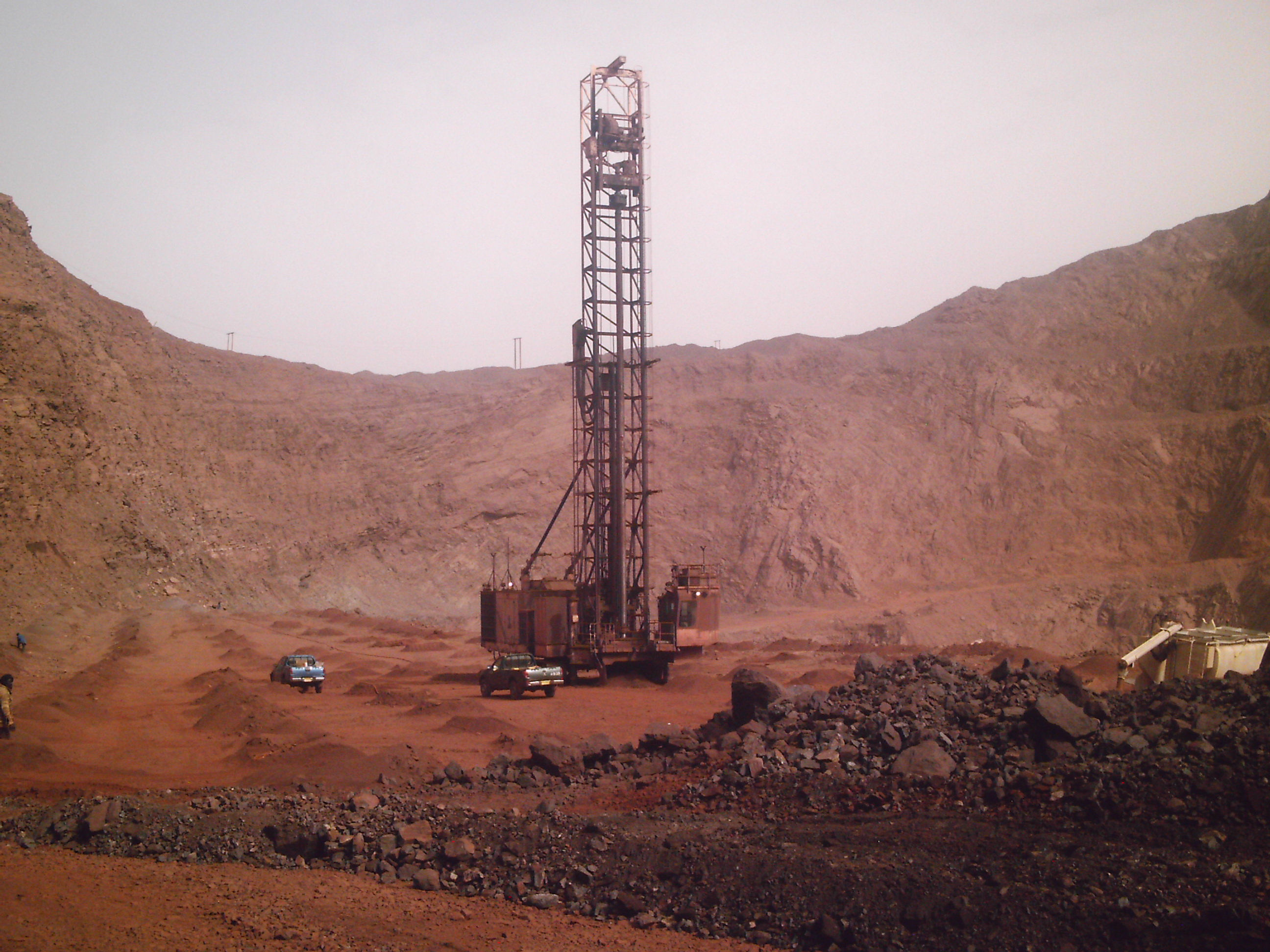
타우데니 분지에서 석유 시추

광업은 오랫동안 말리 경제의 중요한 측면이었다. 말리 수출의 가장 큰 원천인 금은 여전히 남부 지역에서 채굴되고 있다. 20세기 말 말 말리는 아프리카에서 금 생산량이 세 번째로 많았다(남아공 및 가나 이후). 말리 서부의 밤부크 산맥에 위치한 이 금광들은 가나 제국까지 거슬러 올라가는 부와 무역의 주요 원천이었다.
북쪽 끝, 특히 타우데니와 타가자의 사하라노아제에서 소금 채굴은 적어도 700년 동안 말리 경제의 중요한 부분을 차지해 왔다. 두 자원 모두 로마 제국 시대로 거슬러 올라가는 사하라 횡단 무역의 필수적인 요소였다.
1960년대부터 1990년대까지 주 소유 광업(특히 금광)이 확대되었고 이어서 국제 계약 채굴에 의한 광업이 확대되었다.
1991년 국제 개발 협회의 주도로 말리는 광산업에 대한 외국인 투자로 이어진 광업 코드 시행을 완화하였다. 1994년부터 2007년까지 국내외 기업에는 25개 이상의 착취증명서와 200개 이상의 연구허가증과 함께 150여개의 영업허가증이 부여되었다. 말리의 금 채굴량은 급격히 증가해 1980년대 말 연간 생산량이 0.5톤 미만이었던 2007년에는 50톤 이상이 되었다. 광업수입은 2007년 약 3,000억 CFA 프랑으로 1995년 전국 광업수입 100억 CFA 미만보다 30배 이상 증가했다. 광업 계약으로 얻은 정부 수입은 1989년 주 소득의 1% 미만으로 2007년에는 거의 18%에 달했다.

### 기타 광물
다른 채굴 작업으로는 카올린, 소금, 인산염, 석회석 등이 있다. 정부는 타우데니 유역에서 석유를 추출할 수 있는 가능성에 대한 관심을 불러일으키려고 노력하고 있다.

## 제조업

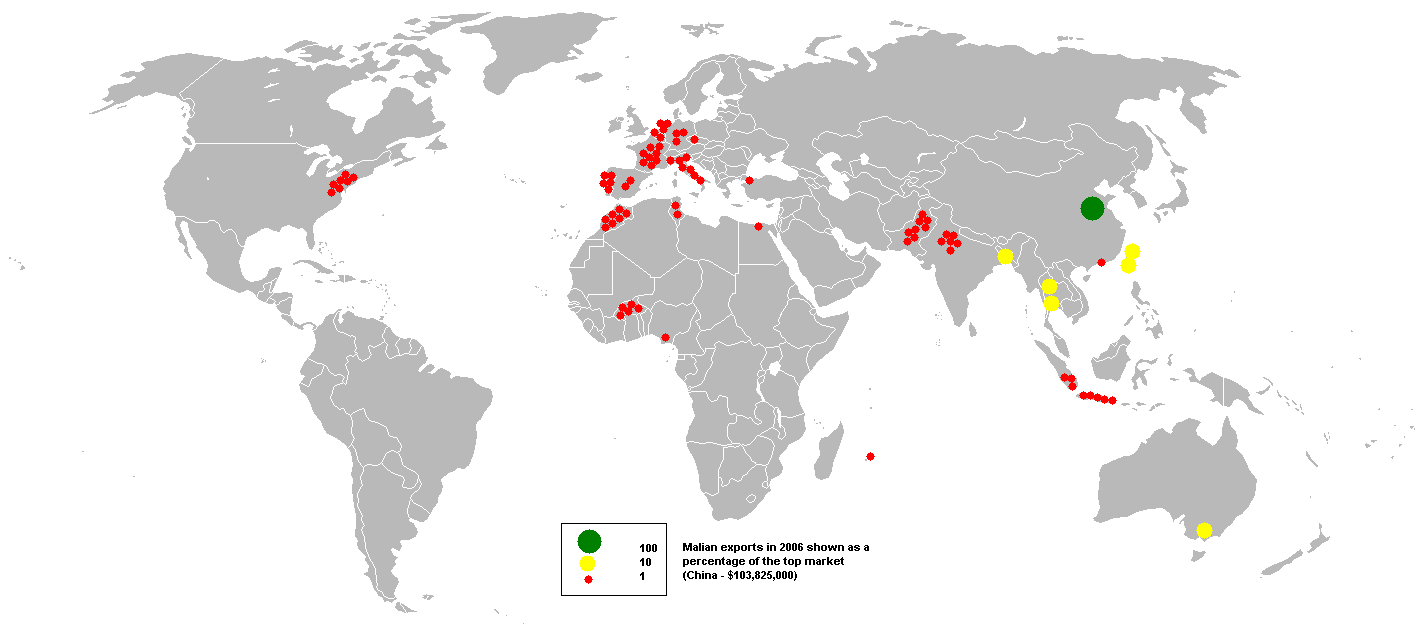
2006년 말리 수출 목적지

식민지 시대에는 민간 자본 투자는 사실상 전무했고, 공공 투자는 주로 니제르 사무국 관개 계획과 행정 비용에 투입되었다. 독립 후, 말리는 다양한 기부자들의 도움으로 일부 경공업들을 건설했다. 주로 가공 농산물로 구성된 제조업은 1990년 GDP의 약 8%를 차지했다.

## 대외 원조
말리 주민들은 대부분 프랑스어를 사용한다. 말리는 다자간 기구(세계은행, 아프리카 개발 은행, 아랍 기금)와 유럽 연합, 프랑스, 미국, 캐나다, 네덜란드 및 독일이 후원하는 양자 프로그램을 포함한 많은 출처로부터 해외 원조를 받고 있다. 브라질의 협력은 특히 목화 생산에서 말리 땅에 적응된 목화 씨앗을 개발함으로써 빠르게 성장하고 있다. 2009년부터 말리에 대한 브라질의 협력으로 목화밭의 품질과 생산성이 높아졌다. 브라질 보좌관도 2019년부터 소 사육과 농업용 침식 토양 복구에 나섰다. 1991년 이전까지 구소련은 시멘트 공장 건설과 칼라나 금광 건설 등 경제와 군사 원조의 주요 원천이었다.
현재 러시아의 지원은 주로 예비부품 훈련과 제공에만 제한돼 있다. 중국 원조는 여전히 높고, 최근 3년 사이 중국-말리 합작 벤처기업의 수가 많아지면서 중국 투자센터가 문을 열게 됐다. 중국인들은 섬유산업과 대규모 건설사업에 주요 참여국들로 나이저강을 가로지르는 다리, 회의장, 바마코 고속도로, 2002년 아프리카컵 대회를 위해 완공될 예정인 새로운 국립경기장 등이 있다.

## 같이 보기
- 유엔 아프리카 경제 위원회